# Gilbués

Gilbués este un oraș în Piauí (PI), Brazilia.